# Adam Cymborski
Adam Piotr Cymborski (ur. 9 stycznia 1967 w Warszawie) – polski działacz opozycji antykomunistycznej w PRL, współzałożyciel Stowarzyszenia Solidarność Walcząca Oddział Warszawa.

## Życiorys
Od 1987 do 1989 ogrodnik w Akademii Wychowania Fizycznego Józefa Piłsudskiego w Warszawie. W 1991 ukończył Liceum Ogólnokształcące w Warszawie. W 1982 związał się z Międzyszkolnym Komitetem Oporu, grupującym młodzież z kilkunastu warszawskich szkół. W latach 1983–1986 był współzałożycielem Młodzieżowego Komitetu Oporu w Zespole Szkół Ogrodniczych w Konstancinie-Jeziornie. W marcu 1984 roku zorganizował wyjazdy młodzieży wspierającej strajk w Zespole Szkół Rolniczych w Miętnem koło Garwolina.
W okresie 1986–1991 był zaprzysiężonym członkiem Solidarności Walczącej i współzałożycielem warszawskiego oddziału SW. Pełnił funkcję współredaktora, drukarza i współorganizatora kolportażu podziemnych wydawnictw, takich jak pisma "Alternatywy", "Wolny Strzelec" oraz "Warszawski Biuletyn Uliczny".
Następnie współpracował z Międzyzakładowym Robotniczym Komitetem Solidarności, był również członkiem organizacji "Wolność i Niepodległość". Jego działalność obejmowała kolportaż i druk wydawnictw młodzieżowych (Victoria, Sympatyk, Legion Młodych), podziemnych (Tygodnik Wojenny, CDN-GWR, Robotnik) oraz publikacji sygnowanych przez Solidarność Walczącą (Wolny Strzelec, Alternatywa, Solidarność Walcząca). Był kurierem przewożącym niepodległościowe wydawnictwa z terenu Wrocławia oraz brał udział w akcjach specjalnych Grup Wykonawczych Solidarności Walczącej.
W okresie 1987–1991 współpracował z Międzyzakładowym Robotniczym Komitetem „Solidarności” oraz z PPS-Rewolucją Demokratyczną W latach 1990–1992 był członkiem Partii Wolności.

## Odznaczenia
W 2020 odznaczony Krzyżem Wolności i Solidarności. W 2023 otrzymał Medal Stulecia Odzyskanej Niepodległości.